# Australische grote pijlstormvogel
De Australische grote pijlstormvogel (Ardenna carneipes) is een vogel uit de familie van de stormvogels en pijlstormvogels (Procellariidae).

## Verspreiding en leefgebied
Deze vogels broeden op eilanden ten zuiden en zuidwesten van Australië, Lord Howe-eiland (oostelijk van Australië), eilanden noordelijk van Nieuw-Zeeland en Saint-Paul in de Indische Oceaan. Buiten de broedtijd zwermen ze uit over de Indische Oceaan en de Grote Oceaan. 

## Status
De grootte van de populatie is in 2015 geschat op 148 duizend volwassen vogels. Op de Rode lijst van de IUCN heeft deze soort de status gevoelig.

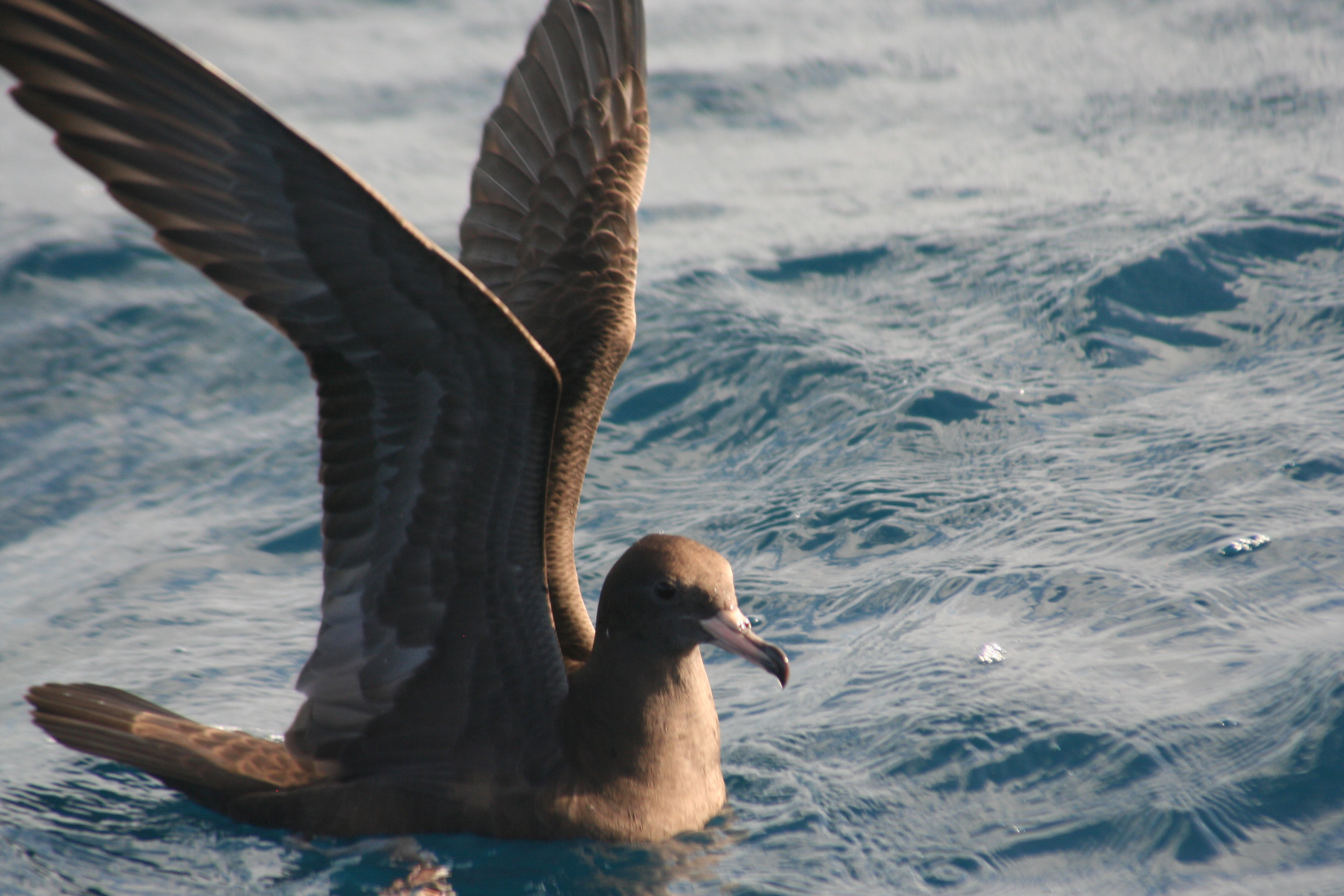
Ardenna carneipes